# Kamilla Hega Holst
Kamilla Hega Holst (født 11. maj 1973) er en dansk forfatter. Inden romandebuten En kærlighedshistorie fra 2010, udgav hun de to børnebøger Den sovende sangerinde (2003) og Metilies underjordiske rejse (2007). Siden er romanerne Sort (2012), På træk (2015) og RUD (2017) udkommet.
RUD blev kaldt en thriller af anmelderne, som enstemmigt hyldede bogen. Informations kritiker skrev, at hun med bogen "revolutionerer litteraturen en lille smule og ganske stille" og en anden roste bogen for at være blandt andet "på én gang elementært og filosofisk spændende." Bogen blev nomineret til DR's romanpris.    
Kamilla Hega Holst har modtaget adskillige priser. For debuten med børnebogen Den sovende sangerinde modtog hun i 2003 Kulturministeriets Børnebogspris, En kærlighedshistorie blev præmieret af Statens Kunstfond i 2010, og for På træk modtog hun The Blixen Literary Award 2015. Samme roman blev desuden indstillet til DR Romanprisen, Weekendavisens litteraturpris og EU’s Litteraturpris. I 2012 blev hun tildelt Statens Kunstfonds 3-årige arbejdsstipendium.
Kamilla Hega Holst er cand.mag. i Moderne kultur og kulturformidling fra Københavns Universitet. Hun bor i København med sine to børn.

## Priser & Hæder
- Blixenprisen
- Statens Kunstfonds 3-årige arbejdslegat
- Kulturministeriets forfatterpris for børne- og ungdomsbøger

## Studier
- Bachelor i Dansk fra Roskilde Universitet
- Cand.mag. i Moderne kultur og kulturformidling fra Københavns Universitet